# Andrea Parola
Andrea Parola (Pisa, 22 aprile 1979) è un ex calciatore italiano, di ruolo centrocampista.

## Caratteristiche tecniche
Centrocampista centrale mancino, può giocare come mediano davanti alla difesa o come interno sinistro di centrocampo, con compiti sia di costruzione che di rottura del gioco. Occasionalmente è stato schierato anche come centrocampista esterno sinistro e come centrale in una difesa a 3.

## Carriera

### Gli esordi
Figlio d'arte (il padre Ranieri ha militato nel Pisa), cresce nelle giovanili nerazzurre e fa il suo esordio con la maglia pisana nel febbraio 1998, all'età di 18 anni; con i nerazzurri vince il campionato di Serie C2 1998-1999. Nelle stagioni successive viene ceduto in prestito, dapprima al Poggibonsi, dove ha la possibilità di giocare per la prima volta da titolare, e, quindi, nel 2000 all'estero nel Nafteks Burgas, su richiesta del direttore sportivo Sergio Borgo: è il primo calciatore italiano a militare nel campionato bulgaro. Nel Naftex gioca per un anno dimostrando buone qualità e fa il suo debutto in Coppa UEFA, nella partita del primo turno persa per 4-2 contro il Lokomotiv Mosca, scendendo in campo anche nel ritorno che sancisce l'eliminazione dei bulgari dalla competizione.
Nel 2001 ritorna a Pisa, dove però non trova spazio anche a causa di problemi fisici. Viene così ceduto, questa volta in comproprietà, al Grosseto, militante in Serie C2, con cui disputa una stagione ad alto livello culminata con il raggiungimento dei play-off.

### Tra Serie B e Serie A
Nel 2003 viene acquistato in comproprietà dalla Triestina, con cui esordisce in Serie B. A Trieste disputa due stagioni da titolare, e dopo la prima viene interamente riscattato dagli alabardati. Dopo la seconda annata, conclusa con la salvezza ai play-out, finisce ai margini della rosa e viene ceduto a titolo definitivo all'Ascoli, che lo acquista in comproprietà insieme all'Udinese. Impiegato subito da titolare da Marco Giampaolo, alla sua prima esperienza in Serie A gioca 32 partite di campionato.
Nel 2006 passa alla Sampdoria, dove viene impiegato prevalentemente come riserva di Sergio Volpi e Angelo Palombo, anche a causa di diversi problemi fisici. Nell'estate 2007 si trasferisce al Cagliari dove ritrova l'allenatore Giampaolo, e vi rimane per tre stagioni nelle quali viene impiegato come interno di centrocampo e successivamente come riserva di Daniele Conti. Il 31 maggio 2009 segna il suo primo gol in Serie A nella sconfitta per 6-2 subita per mano dell'Udinese.
Nell'estate 2010 rimane svincolato, e a gennaio 2011 viene ingaggiato fino al termine della stagione dal Novara, dove ritrova Attilio Tesser che lo aveva allenato a Trieste. In Piemonte gioca 12 partite segnando una rete, e contribuisce alla promozione in Serie A dei novaresi. A fine stagione non rinnova il contratto, rimanendo così svincolato.

### Il finale di carriera
Il 31 agosto 2011 viene acquistato dal Piacenza, militante in Lega Pro Prima Divisione. Con gli emiliani, con cui debutta il nella partita vinta 2-1 contro il Südtirol, disputa la prima parte della stagione, totalizzando 16 presenze e una rete, nella partita casalinga vinta per 3-2 contro il Bassano Virtus.
Il 12 gennaio 2012 viene ceduto alla Nocerina, in Serie B. Fa il suo debutto con i rossoneri campani il giorno successivo nella sconfitta casalinga per 0-1 contro il Sassuolo; a fine stagione colleziona tredici presenze, senza evitare la retrocessione dei campani.
La stagione successiva si trasferisce alla Reggiana firmando un contratto biennale. A seguito di diverse frizioni con l'allenatore Lamberto Zauli, nel gennaio 2013 la società e il nuovo tecnico Luigi Apolloni lo sospendono dagli allenamenti chiedendo la risoluzione del contratto; il 1º marzo successivo il Collegio Arbitrale della Lega Pro ordina il reintegro in rosa del giocatore. Nonostante ciò, non scende più in campo fino al 5 maggio, dopo il ritorno di Zauli, quando gioca da titolare nella sfida pareggiata per 2-2 contro il Trapani.
Chiude la stagione con 12 presenze in campionato e una nei vittoriosi play-out contro il Cuneo che valgono la salvezza alla squadra reggiana. A fine stagione la società decide di metterlo sul mercato, per poi reintegrarlo su richiesta dell'allenatore Battistini. Nel gennaio 2014 prolunga il contratto con la Reggiana fino al 30 giugno 2016. Scaduto il 30 giugno 2016 il suo contratto con i granata, per i quali aveva anche vestito la fascia di capitano, resta svincolato.
Tornato a Trieste per motivi personali, nell'ottobre 2016 firma per il Sistiana Duino Aurisina, partecipante al campionato di Promozione del Friuli Venezia Giulia. Debutta con la nuova maglia il 23 dello stesso mese nella sconfitta casalinga per 1-0 ad opera del Valnatisone. Chiude la stagione, nella quale il Sistiana ottiene la salvezza diretta all'ultima giornata, con 20 presenze in campionato, e per la stagione successiva si accorda con il Kras Repen, squadra giuliana di Eccellenza. Fa il suo debutto con la nuova maglia il 2 settembre nella sconfitta per 4-0 sul campo della Virtus Corno valida per il ritorno degli ottavi di finale della fase regionale di Coppa Italia. Al termine della stagione totalizza una presenza in coppa Italia, 17 in campionato ed una nei play-out nei quali il Kras Repen ottiene la salvezza.
Terminata la stagione si ritira dal calcio giocato.

## Dopo il ritiro
Dal luglio 2021 frequenta il corso da allenatore UEFA B, ottenendo poi l'abilitazione nel successivo mese di novembre.

## Statistiche

### Presenze e reti nei club
| Stagione         | Squadra          | Campionato       | Campionato | Campionato | Coppe nazionali | Coppe nazionali | Coppe nazionali | Coppe continentali | Coppe continentali | Coppe continentali | Altre coppe | Altre coppe | Altre coppe | Totale | Totale |
| Stagione         | Squadra          | Comp             | Pres       | Reti       | Comp            | Pres            | Reti            | Comp               | Pres               | Reti               | Comp        | Pres        | Reti        | Pres   | Reti   |
| ---------------- | ---------------- | ---------------- | ---------- | ---------- | --------------- | --------------- | --------------- | ------------------ | ------------------ | ------------------ | ----------- | ----------- | ----------- | ------ | ------ |
| 1997-1998        | Pisa             | C2               | 5          | 0          | CI-C            | 0               | 0               | -                  | -                  | -                  | -           | -           | -           | 5      | 0      |
| 1998-1999        | Pisa             | C2               | 16         | 0          | CI-C            | 2               | 0               | -                  | -                  | -                  | -           | -           | -           | 18     | 0      |
| lug.-ott. 1999   | Pisa             | C1               | 0          | 0          | CI-C            | 1               | 0               | -                  | -                  | -                  | -           | -           | -           | 1      | 0      |
| ott. 1999-2000   | Poggibonsi       | CND              | 17         | 2          | -               | -               | -               | -                  | -                  | -                  | -           | -           | -           | 17     | 2      |
| 2000-2001        | Nafteks Burgas   | A-PFG            | 22         | 2          | KB              | 0               | 0               | CU                 | 2                  | 0                  | -           | -           | -           | 24     | 2      |
| 2001-2002        | Pisa             | C1               | 12         | 0          | CI-C            | 5               | 0               | -                  | -                  | -                  | -           | -           | -           | 17     | 0      |
| Totale Pisa      | Totale Pisa      | Totale Pisa      | 33         | 0          |                 | 8               | 0               |                    | -                  | -                  |             | -           | -           | 41     | 0      |
| 2002-2003        | Grosseto         | C2               | 32+2       | 1          | CI-C            | 2               | 0               | -                  | -                  | -                  | -           | -           | -           | 36     | 1      |
| 2003-2004        | Triestina        | B                | 37         | 0          | CI              | 1               | 0               | -                  | -                  | -                  | -           | -           | -           | 38     | 0      |
| 2004-2005        | Triestina        | B                | 28+2       | 0          | CI              | 3               | 0               | -                  | -                  | -                  | -           | -           | -           | 33     | 0      |
| Totale Triestina | Totale Triestina | Totale Triestina | 65+2       | 0          |                 | 4               | 0               |                    | -                  | -                  |             | -           | -           | 71     | 0      |
| 2005-2006        | Ascoli           | A                | 32         | 0          | CI              | 0               | 0               | -                  | -                  | -                  | -           | -           | -           | 32     | 0      |
| 2006-2007        | Sampdoria        | A                | 21         | 0          | CI              | 5               | 0               | -                  | -                  | -                  | -           | -           | -           | 26     | 0      |
| 2007-2008        | Cagliari         | A                | 33         | 0          | CI              | 0               | 0               | -                  | -                  | -                  | -           | -           | -           | 33     | 0      |
| 2008-2009        | Cagliari         | A                | 26         | 1          | CI              | 1               | 0               | -                  | -                  | -                  | -           | -           | -           | 27     | 1      |
| 2009-2010        | Cagliari         | A                | 14         | 0          | CI              | 1               | 0               | -                  | -                  | -                  | -           | -           | -           | 15     | 0      |
| Totale Cagliari  | Totale Cagliari  | Totale Cagliari  | 73         | 1          |                 | 2               | 0               |                    | -                  | -                  |             | -           | -           | 75     | 1      |
| gen.-giu. 2011   | Novara           | B                | 12         | 1          | CI              | -               | -               | -                  | -                  | -                  | -           | -           | -           | 12     | 1      |
| 2011-gen. 2012   | Piacenza         | 1D               | 16         | 1          | CI+CI-LP        | 0               | 0               | -                  | -                  | -                  | -           | -           | -           | 16     | 1      |
| gen.-giu. 2012   | Nocerina         | B                | 13         | 0          | CI              | -               | -               | -                  | -                  | -                  | -           | -           | -           | 13     | 0      |
| 2012-2013        | Reggiana         | 1D               | 12+1       | 0          | CI+CI-LP        | 1+1             | 0               | -                  | -                  | -                  | -           | -           | -           | 15     | 0      |
| 2013-2014        | Reggiana         | 1D               | 25         | 0          | CI-LP           | 3               | 0               | -                  | -                  | -                  | -           | -           | -           | 28     | 0      |
| 2014-2015        | Reggiana         | LP               | 23+1       | 0          | CILP            | 1               | 0               | -                  | -                  | -                  | -           | -           | -           | 25     | 0      |
| 2015-2016        | Reggiana         | LP               | 23         | 0          | CI+CILP         | 2+1             | 0               | -                  | -                  | -                  | -           | -           | -           | 26     | 0      |
| Totale Reggiana  | Totale Reggiana  | Totale Reggiana  | 83+2       | 0          |                 | 9               | 0               |                    | -                  | -                  |             | -           |             | 94     | 0      |
| 2016-2017        | Sistiana         | Prom.            | 20         | 0          | CI Prom. FVG    | 0               | 0               | -                  | -                  | -                  | -           | -           | -           | 20     | 0      |
| 2017-2018        | Kras Repen       | Ecc.             | 17+1       | 0          | CI Dil.         | 1               | 0               | -                  | -                  | -                  | -           | -           | -           | 19     | 0      |
| Totale           | Totale           | Totale           | 463        | 8          |                 | 31              | 0               |                    | 2                  | 0                  |             | -           | -           | 496    | 8      |

## Palmarès
- Campionato italiano Serie C2: 1

Pisa: 1998-1999